# Excelsior (tijdschrift)
Excelsior was een Nederlands geïllustreerd gezinsblad dat verscheen tussen 1885 en 1902.
Het blad verscheen voor het eerst in 1885 onder de titel Excelsior : Geïllustreerd tijdschrift voor Neerlands jongelingschap en volk. Het geïllustreerde blad bevatte stichtelijke stukjes voor jong en oud en werd halfmaandelijks uitgegeven door Höveker & Zoon in Amsterdam. De redactie bestond uit A.J. Hoogenbork en J.A. Wormser. Tot de medewerkers behoorden P.J. Kloppers en Christine Doorman.